# Plagiolepis karawajewi
Plagiolepis karawajewi (лат.) — вид мурашок роду Plagiolepis із підродини Formicinae (сімейства Formicidae).

## Поширення
Південний берег Криму

## Опис
Дрібні мурахи (робочі та самці близько 2 мм, самки до 4 мм). Забарвлення тіла коричневе. Вусики самок і робочих 11-членикові, у самців складаються з 12 сегментів. Жвали трикутні з 5-6 зубчиками на жувальному краї. Нижньощелепні щупики складаються з 6 члеників, а нижньогубні - з 4. Стеблинка між грудьми і черевцем одночленникова (петіоль) з вертикальною лусочкою